# Butane-1,3-diol
Le butane-1,3-diol est un composé organique de la famille des diols. C'est l'un des isomères du butanediol.

## Propriétés physico-chimiques
Le butane-1,3-diol est un liquide visqueux incolore, presque inodore. C'est un liquide très peu inflammable (point d'éclair supérieur à 100 °C), totalement miscible à l'eau, hygroscopique et légèrement volatil.
Le troisième carbone de la chaine est asymétrique, le butane-1,3-diol existe donc sous deux énantiomères différents.

## Production et synthèse
Elle est faite par aldolisation de l'éthanal sur lui-même en catalyse basique (transformation d'un éthanal en éthylénolate, qui s'additionne sur un autre éthanal) donnant dans un premier temps le 3-hydroxybutanal :
Ce dernier est ensuite hydrogéné en butane-1,3-diol, réaction catalysée par exemple par le Nickel de Raney.
Il est également possible de produire ensuite par une double déshydratation le buta-1,3-diène.

## Utilisation
Le butane-1,3-diol est souvent utilisé comme solvant pour arômes alimentaires. Il est aussi utilisé comme co-monomère dans la synthèse de polyuréthane et des résines polyester. En biologie, il est utilisé comme agent hypoglycémique.
Le butane-1,3-diol peut aussi se cycliser sous catalyse acide, pour former le 2-méthyloxétane